# Tripilatus
Tripilatus is een geslacht van hooiwagens uit de familie Cranaidae.
De wetenschappelijke naam Tripilatus is voor het eerst geldig gepubliceerd door Roewer in 1932. 

## Soorten
Tripilatus is monotypisch en omvat slechts de volgende soort:
- Tripilatus elegans